# 花蓮地震 (2024年)
花蓮地震（かれんじしん）は、2024年4月3日7時58分（TST、日本標準時では8時58分）に中華民国（台湾）花蓮県東方の沖合で発生した、ローカル・マグニチュード7.2、気象庁マグニチュード7.7の大地震。台湾では1999年の921大地震（集集地震）以降で最も大きな地震となった。

## 各地の震度
台湾島全土のほか、澎湖諸島、馬祖島、金門島といった台湾海峡の島嶼でも有感となった。中央気象署が発表した震度（中央気象署震度階級）は以下の通り。
| 震度 | 県・市 | 観測地点                       |
| ---- | ------ | ------------------------------ |
| 6強  | 花蓮県 | 和平                           |
| 6弱  | 花蓮県 | 太魯閣、花蓮市                 |
| 5強  | 花蓮県 | 塩寮、銅門、秀林、西宝         |
| 5強  | 宜蘭県 | 澳花、南澳、武塔、宜蘭市、南山 |
| 5強  | 苗栗県 | 竹南                           |
| 5弱  | 花蓮県 | 磯崎、西林、光復               |
| 5弱  | 宜蘭県 | 蘇澳、冬山、牛闘、内城         |
| 5弱  | 台中市 | 梨山、霧峰、徳基               |
| 5弱  | 彰化県 | 員林、彰化市                   |
| 5弱  | 新竹県 | 関西、竹東、竹北市             |
| 5弱  | 南投県 | 奥万大、日月潭、合歓山         |
| 5弱  | 桃園市 | 大渓、中壢、桃園               |
| 5弱  | 新北市 | 三峡、五分山                   |
| 5弱  | 台北市 | 台北市                         |

日本国内でも沖縄県の各地で揺れを観測した。
| 震度 | 都道府県 | 観測点名     |
| ---- | -------- | ------------ |
| 4    | 沖縄県   | 与那国町役場 |

| 階級 | 都道府県 | 観測地点                                                                                         |
| ---- | -------- | ------------------------------------------------------------------------------------------------ |
| 1    | 沖縄県   | 宮古島市平良下里・城辺福北・上野新里、与那国町祖納・久部良、竹富町大原・黒島・波照間・上原小学校 |

このほか、中華人民共和国福建省の一部や上海市でも有感となった。

### 警報
中央気象署は、7時58分18秒・24秒（TST）の2度に渡り台湾各地に強震即時警報を発表したほか、震度4以上の予測地域（宜蘭県、新竹県、苗栗県、彰化県、南投県、雲林県、嘉義県、台東県、花蓮県、嘉義市、台中市、台南市）に対して防災警告システム（PWS）により警報を配信した。ただし、震度4以上の観測地域でも規模の過小評価により桃園市、新北市、台北市など一部地域については警報が発表されなかったとしている。
気象庁は、8時58分33.9秒の地震波検知から82.8秒後の8時59分56.7秒（JST）に与那国島で震度5弱程度、西表島・石垣島・宮古島で震度4程度の揺れがそれぞれ予測されるとして、緊急地震速報（警報）を発表した。

## 余震
| 時刻 (TST)           | 経緯度                                                | 震央位置                   | 規模 | 震源の深さ | 最大震度 （中央気象署震度階級） | 備考     |
| -------------------- | ----------------------------------------------------- | -------------------------- | ---- | ---------- | ------------------------------- | -------- |
| 2024年4月3日7時58分  | 北緯23度46分 東経121度40分 / 北緯23.77度 東経121.67度 | 花蓮県政府南南東方 25.0 km | 7.2  | 15.0km     | 6強                             | 本震     |
| 2024年4月3日8時00分  | 北緯23度52分 東経121度40分 / 北緯23.87度 東経121.67度 | 花蓮県政府南南東方 14.2 km | 5.3  | 25.4km     | 4                               |          |
| 2024年4月3日8時11分  | 北緯24度06分 東経121度40分 / 北緯24.1度 東経121.66度  | 花蓮県政府北北東方 12.7km  | 6.5  | 5.5km      | 5強                             | 最大余震 |
| 2024年4月3日8時17分  | 北緯24度02分 東経121度43分 / 北緯24.03度 東経121.72度 | 花蓮県政府東北東方 11.4 km | 5.4  | 32.2km     | 4                               |          |
| 2024年4月3日8時35分  | 北緯24度14分 東経121度43分 / 北緯24.23度 東経121.72度 | 花蓮県政府北北東方 28.4 km | 5.6  | 14.6km     | 4                               |          |
| 2024年4月3日8時46分  | 北緯24度11分 東経121度41分 / 北緯24.19度 東経121.69度 | 花蓮県政府北北東方 23.1 km | 5.4  | 3.1km      | 4                               |          |
| 2024年4月3日8時50分  | 北緯23度50分 東経121度34分 / 北緯23.84度 東経121.57度 | 花蓮県政府南南西方 18.0 km | 5.4  | 21.6km     | 4                               |          |
| 2024年4月3日9時9分   | 北緯24度07分 東経121度46分 / 北緯24.11度 東経121.77度 | 花蓮県政府東北方 20.5 km   | 5.4  | 25.4km     | 4                               |          |
| 2024年4月3日9時17分  | 北緯24度02分 東経121度41分 / 北緯24.04度 東経121.68度 | 花蓮県政府東北方 8.2 km    | 5.0  | 35.1km     | 3                               |          |
| 2024年4月3日9時39分  | 北緯23度50分 東経121度44分 / 北緯23.84度 東経121.73度 | 花蓮県政府東南方 20.0 km   | 5.7  | 8.1km      | 4                               |          |
| 2024年4月3日9時53分  | 北緯23度52分 東経121度33分 / 北緯23.87度 東経121.55度 | 花蓮県政府南南西方 15.2 km | 5.1  | 16.1km     | 4                               |          |
| 2024年4月3日10時14分 | 北緯24度09分 東経121度56分 / 北緯24.15度 東経121.93度 | 花蓮県政府東北東方 35.8 km | 6.2  | 17.1km     | 4                               |          |
| 2024年4月3日10時28分 | 北緯24度13分 東経121度47分 / 北緯24.22度 東経121.79度 | 花蓮県政府東北方 30.5 km   | 5.3  | 10.0km     | 4                               |          |
| 2024年4月3日11時57分 | 北緯23度50分 東経121度35分 / 北緯23.83度 東経121.59度 | 花蓮縣政府南方 18.3 km     | 5.2  | 17.4km     | 4                               |          |
| 2024年4月3日23時39分 | 北緯24度10分 東経121度41分 / 北緯24.16度 東経121.69度 | 花蓮県政府北北東方 19.5 km | 5.1  | 17.2km     | 4                               |          |
| 2024年4月3日23時42分 | 北緯24度10分 東経121度41分 / 北緯24.17度 東経121.68度 | 花蓮県政府北北東方 21.2 km | 5.0  | 17.1km     | 4                               |          |
| 2024年4月3日23時55分 | 北緯24度13分 東経121度44分 / 北緯24.21度 東経121.74度 | 花蓮県政府北北東方 27.3 km | 5.1  | 10.0km     | 4                               |          |
| 2024年4月4日2時29分  | 北緯23度48分 東経121度47分 / 北緯23.80度 東経121.79度 | 花蓮県政府東南方 27.5 km   | 5.4  | 5.8km      | 4                               |          |
| 2024年4月4日22時30分 | 北緯24度16分 東経121度45分 / 北緯24.26度 東経121.75度 | 花蓮県政府北北東方 32.6 km | 5.1  | 10.0km     | 4                               |          |
| 2024年4月5日2時35分  | 北緯24度10分 東経121度40分 / 北緯24.16度 東経121.67度 | 花蓮県政府北北東方 19.1 km | 5.3  | 31.2km     | 4                               |          |
| 2024年4月5日12時50分 | 北緯24度08分 東経121度41分 / 北緯24.13度 東経121.68度 | 花蓮県政府北北東方 16.7 km | 5.4  | 8.3km      | 4                               |          |
| 2024年4月5日14時12分 | 北緯23度48分 東経121度35分 / 北緯23.80度 東経121.59度 | 花蓮県政府南方 21.4 km     | 5.1  | 10.0km     | 4                               |          |
| 2024年4月6日4時26分  | 北緯23度57分 東経121度45分 / 北緯23.95度 東経121.75度 | 花蓮県政府東南東方 13.7 km | 5.3  | 10.3km     | 4                               |          |
| 2024年4月6日11時52分 | 北緯24度11分 東経121度44分 / 北緯24.19度 東経121.73度 | 花蓮県政府北北東方 24.6 km | 5.2  | 16.3km     | 4                               |          |
| 2024年4月6日18時47分 | 北緯23度55分 東経121度43分 / 北緯23.92度 東経121.71度 | 花蓮県政府東南方 12.4 km   | 5.3  | 25.1km     | 4                               |          |
| 2024年4月7日5時15分  | 北緯24度02分 東経121度43分 / 北緯24.04度 東経121.71度 | 花蓮県政府東北東方 11.0 km | 5.1  | 13.8km     | 4                               |          |
| 2024年4月7日18時1分  | 北緯24度10分 東経121度58分 / 北緯24.17度 東経121.96度 | 花蓮県政府東北東方 40.2 km | 5.4  | 16.9km     | 4                               |          |

## 津波
中央気象署は8時11分（TST）、台湾全域の沿岸に高さ1 mの津波が予想されるとして津波警報を発表した。
| 津波予報区の名称 | 予想高さ | 観測点         | 最大波観測時刻（TST） | 津波の高さ（最大） |
| ---------------- | -------- | -------------- | --------------------- | ------------------ |
| 東部沿海地区     | 1 m      | 花蓮市         | 8時30分               | 30 cm              |
| 東南沿海地区     | 1 m      | 台東県成功     | 8時52分               | 52 cm              |
| 東北沿海地区     | 1 m      | 宜蘭県蘇澳     | 8時33分               | 43 cm              |
| 東北沿海地区     | 1 m      | 宜蘭県烏石     | 9時12分               | 82 cm              |
| 北部沿海地区     | 1 m      | 新北市龍洞     | 8時35分               | 22 cm              |
| 北部沿海地区     | 1 m      | 新北市麟山鼻   | 10時30分              | 26 cm              |
| 海峡沿海地区     | 1 m      | 台中港         | 9時36分               | 27 cm              |
| 海峡沿海地区     | 1 m      | 嘉義県塭港     | 8時49分               | 21 cm              |
| 海峡沿海地区     | 1 m      | 嘉義県東石     | 10時48分              | 21 cm              |
| 西南沿海地区     | 1 m      | 津波の観測なし | 津波の観測なし        | 津波の観測なし     |

日本の気象庁は9時1分（JST）に沖縄県の沖縄本島地方、宮古島・八重山地方に津波警報を発表し、同県与那国町久部良で9時18分に27 cm、宮古島市平良で10時51分に25 cm、石垣市石垣港で10時42分に17 cmの津波が観測された。津波警報は10時40分に津波注意報に切り替えられた。その後、12時に津波注意報は解除された。沖縄県の沿岸に津波警報が発表されたのは、2011年の東北地方太平洋沖地震以来13年ぶりである。
フィリピンのフィリピン火山地震研究所は8時17分（PST）、バタン諸島・カガヤン州・北イロコス州・イサベラ州に対し、高い津波が予想されるとして津波警報を発表した。
アメリカ合衆国の太平洋津波警報センター（PTWC）は中華人民共和国と台湾の沿岸に1 mから3 m、日本の沿岸に0.3 mから1 m、グアム、インドネシア、北マリアナ諸島、パラオ、フィリピン、大韓民国（韓国）、ベトナム、ミクロネシア連邦ヤップ島に0.3 m未満の津波が到達する可能性があるとの情報を発表した。中華人民共和国の南シナ海津波情報センターは台湾の一部地域に津波警報を発表し、フィリピンのラウニオン州サンフェルナンドにも最大で0.3 mの津波が到達する可能性があるとして警報を発表した。

## 被害

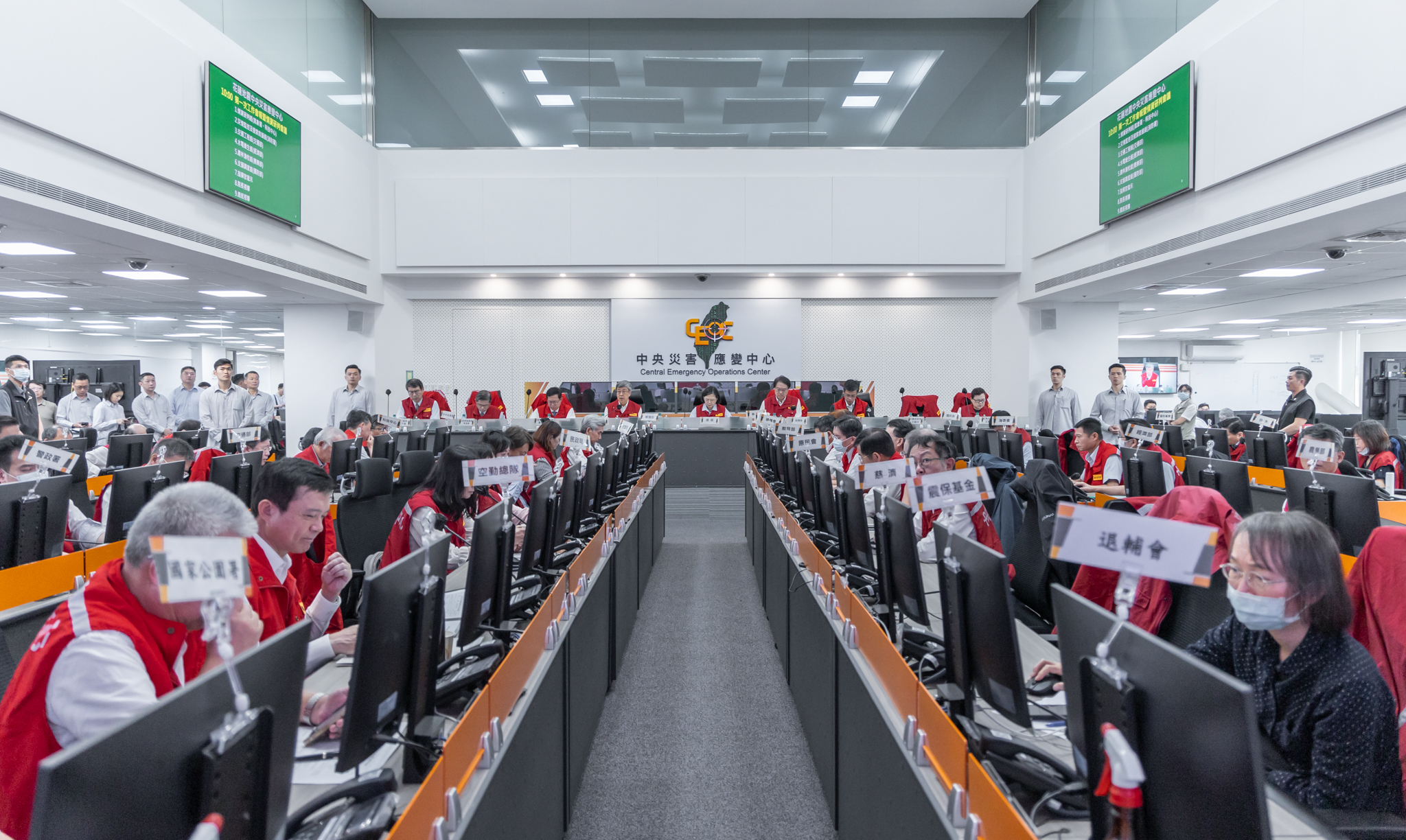
地震の対応に当たる中央災害対策センターの職員

この地震により18人が死亡した。また、1145人が負傷し、2人が行方不明となった。
死者のうち3人は花蓮県の太魯閣国家公園の観光客で、落石により死亡した。もう一人はトンネル内での落石が乗っていた自動車を直撃したために死亡した。この他に同公園で40人を超える観光客が負傷した。花蓮市では9階建てのビルのほか、住家2軒とレストラン1軒が倒壊し、多くの人々が巻き込まれた。同市にある高等学校の校舎も大きな被害を受けた。4月5日現在、建物の損壊は786件確認されている。台北市では倉庫が倒壊し、3人が軽傷を負い、1人が自力で脱出できなくなった。同市では古い建物だけでなく一部の新しい建物でもタイルが剥がれ落ちる被害が発生した。新北市新店区では地盤沈下が発生して7軒の住家が倒壊し、12人が避難を命じられた。台北捷運環状線では高架橋が歪む被害があり、台北捷運は安全確認のため一時全路線が運転を見合わせた。台中市では落石により道路が塞がれ、自動車3台が被害を受けた上、運転手1人が負傷した。台湾電力によれば台湾全土で87000軒の住戸が停電しており、そのうち14833軒は台中市にあったが、5306軒は地震から25分以内に復旧した。
花蓮県秀林郷付近では大きな地すべりが発生した。蘇花公路では少なくとも9か所で落石が発生し、その後閉鎖された。別の高速道路で発生した落石では少なくとも12台の自動車が被害を受け、9人が負傷した。亀山島も大きな被害を受け、島の一部が海に崩落した。
花蓮県から台北へ向かう最短ルートにある下清水橋が崩落した。30t以上の岩が橋に複数落石し、60～90tの衝撃荷重が加わったと推定され、同橋は衝撃荷重を15tとして設計されたため、橋桁が荷重に耐えられずに崩落したと見られている。行政当局は下清水橋の建設前に使用していた旧蘇花第7号橋を活用して、3日後の4月6日に通行を再開した。
日本国内において直接の人的被害・住家被害は確認されていないが、沖縄県内では津波警報を受けた避難の際に転倒や体調不良を起こして2人が病院に搬送された。

## 支援活動
4月3日9時1分、日本の消防庁は災害対策本部を設置した。日本国政府は9時1分に官邸連絡室を設置し、内閣総理大臣の岸田文雄は台湾から要請があった場合は早急に支援を行うと表明した。
4月3日、米国家安全保障会議（NSC）報道官のアドリアン・ワトソンは地震を受け、台湾や日本への影響を「注視している」と表明した。その上で、「あらゆる必要な支援を提供する用意がある」と強調した。　
4月5日、外務省は台湾に対して100万米ドル（約1億5000万円）規模の緊急無償資金協力を行うと発表した。協力は、日本台湾交流協会を通じて実施する。これに対して台湾外交部は感謝の意を表明した。4月10日、緊急無償資金協力の目録が、台北駐日経済文化代表処の謝長廷代表に贈呈された。また日本の金融各社からも、義援金を寄付する動きが相次いだ。
4月7日、トルコの救助隊が花蓮県の太魯閣国家公園に入り、ドローンを使って行方不明者の捜索を行った。同日、中華民国総統の蔡英文はFacebookで、地震発生後100を超える国や国際的な組織の政界要人からお見舞いの意が表されたとして感謝を表明した。投稿では日本の政府や民間による募金活動や、トルコの救助隊の現地入りに触れた。
4月16日午後4時時点で、衛生福利部（日本の厚生労働省に相当）の災害救援財団の特別募金口座に約9億8000万台湾元（約47億円）が寄せられた。海外からの寄付は日本が最多で約2090万台湾元（約１億円）だった。次いで香港が約570万台湾元（約2700万円）、米国が約550万台湾元（約2600万円）だった。
4月17日、日本維新の会の馬場伸幸代表は17日、台北駐日経済文化代表処の謝長廷代表と面会し、地震に対する寄付金3千万円の目録を手渡した。
4月22日、歌手のさだまさしと弟の佐田繁理らが台北駐日経済文化代表処を訪問し、義援金1000万円の目録を謝長廷代表に手渡ししている。
一方、4月3日、中国政府の国務院台湾事務弁公室報道官の朱鳳蓮が、救援の意向があると表明した。これに対し台湾政府は同日、必要ないとして中国側の申し出を断った。